# کوه آساما
کوه آساما (به لاتین: Mount Asama) یک منطقهٔ مسکونی در ژاپن است که در استان ناگانو واقع شده‌است. کوه آساما ۲٬۵۵۰ متر بالاتر از سطح دریا واقع شده‌است.

## نگارخانه

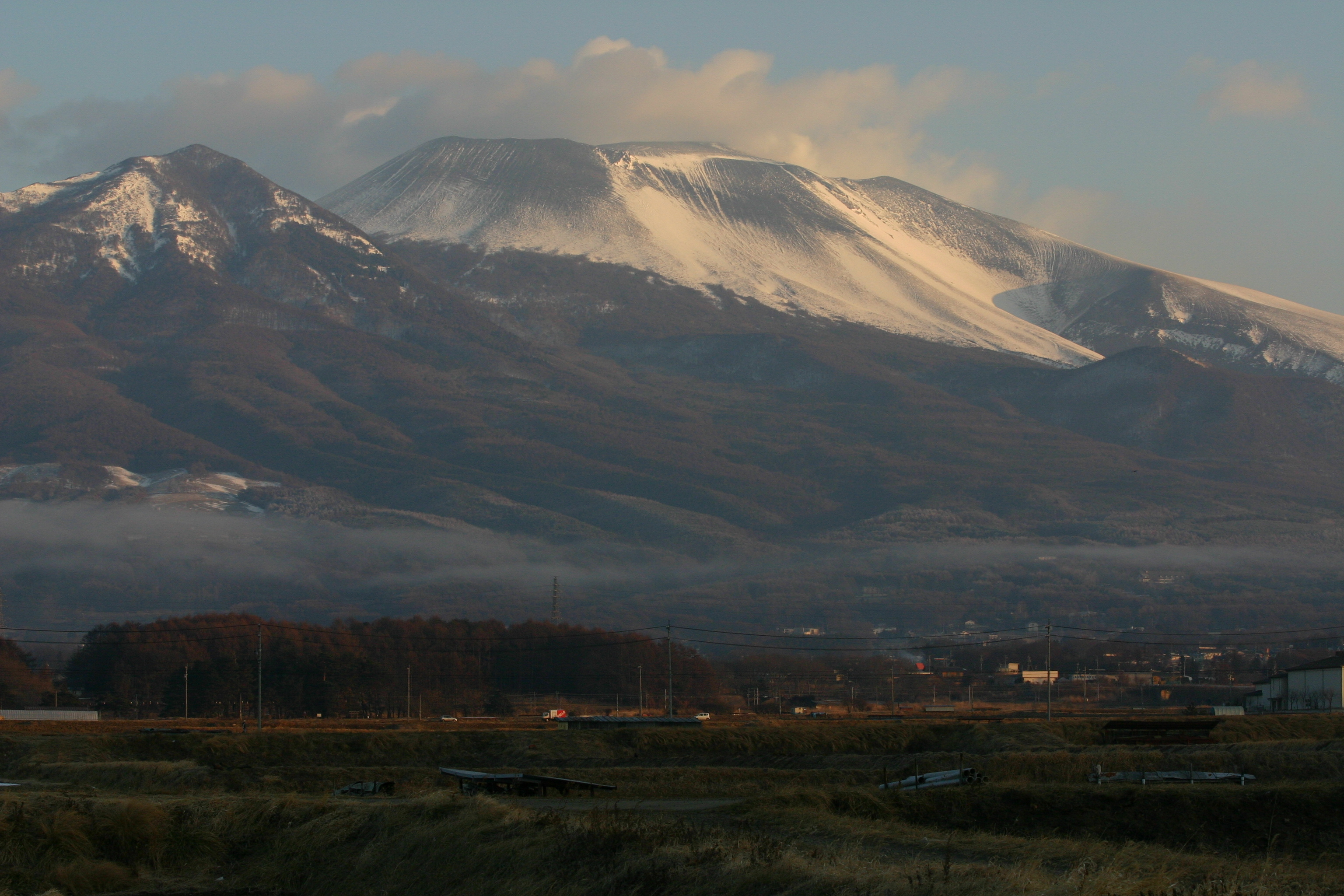
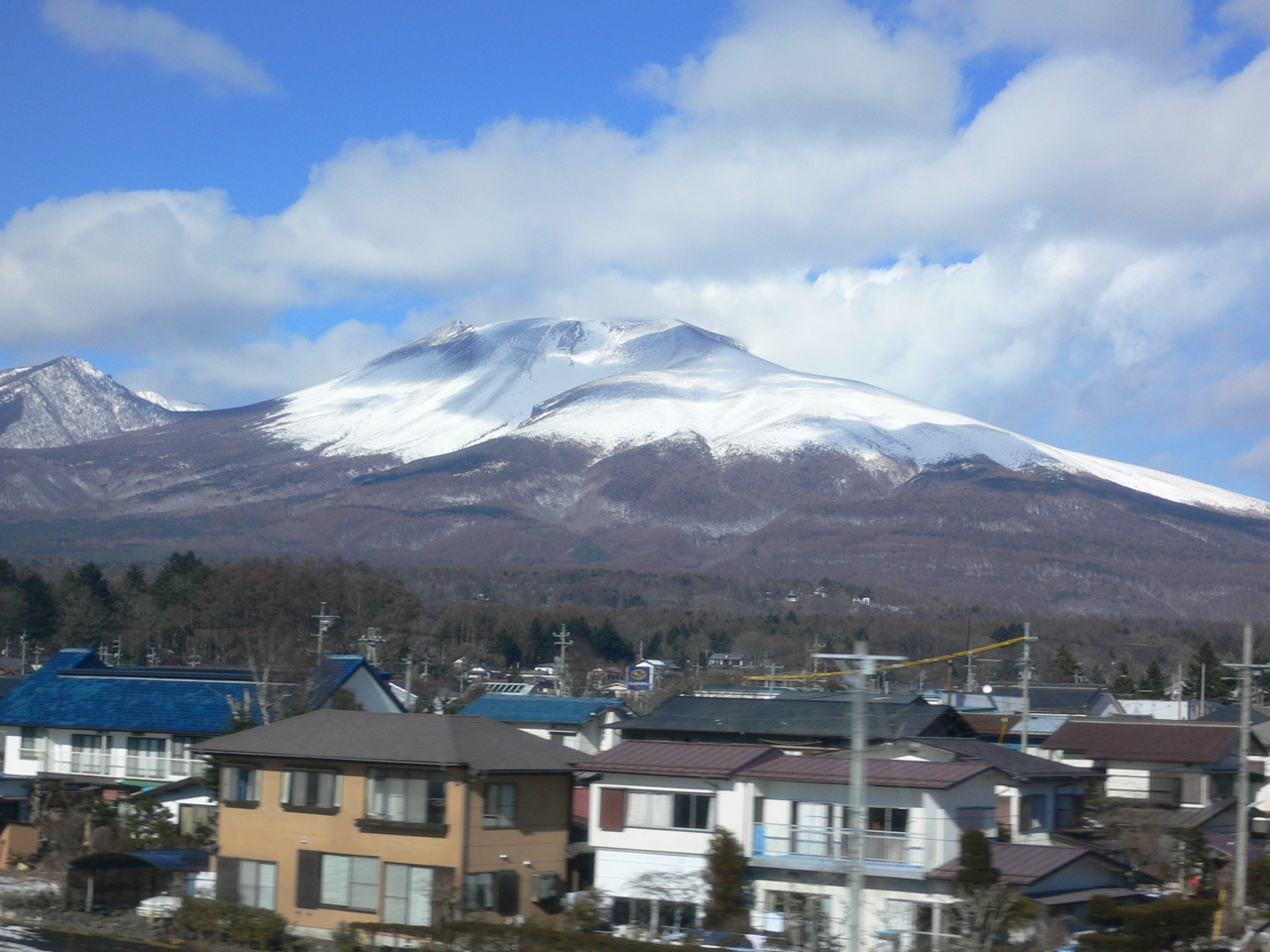
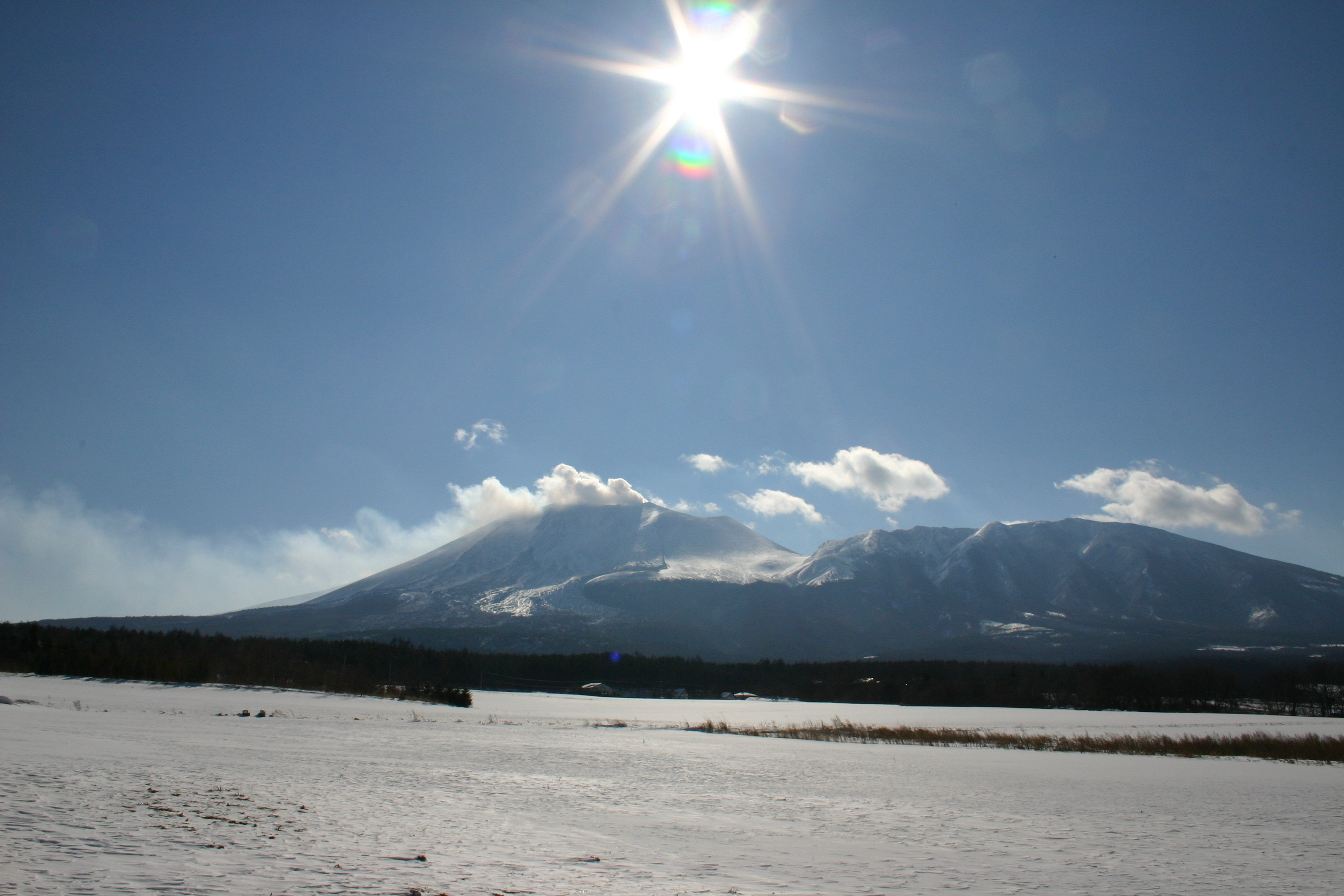
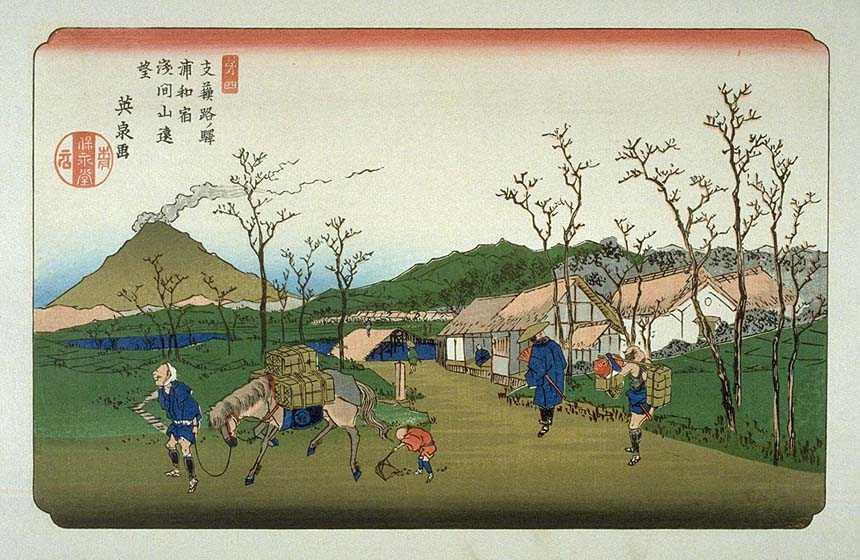